# Canoparmelia quintarigera
Canoparmelia quintarigera är en lavart som beskrevs av Aptroot. Canoparmelia quintarigera ingår i släktet Canoparmelia och familjen Parmeliaceae.   Inga underarter finns listade i Catalogue of Life.